# Stelis colombiana
Stelis colombiana är en orkidéart som beskrevs av Oakes Ames. Stelis colombiana ingår i släktet Stelis och familjen orkidéer. Inga underarter finns listade i Catalogue of Life.